# ووکی‌پدیا
ووکی‌پدیا (به انگلیسی: Wookieepedia) یا ویکی جنگ ستارگان، یک دانشنامه اینترنتی است که در خصوص جنگ‌های ستارگان در دنیای تخیلی، در ۴ مارس ۲۰۰۵ افتتاح شد.
این ویکی اطلاعاتی را برای کاربران ارائه می‌دهد. این اطلاعات شامل همهٔ ۹ فیلم جنگ ستارگان است. ووکی‌پدیا یک ویکی اختصاصی است که با هدف گسترش دانشنامهٔ جنگ ستارگان تخصیص یافته‌است. تعداد مدخل‌های این ویکی ۱۴۶۰۰۰ مقاله در اکتبر ۲۰۱۸ بوده‌است. نماد آن از یک ستاره مرگ ناقص و بر گرفته شده از نشان‌واره ویکی‌پدیا تشکیل شده‌است.